# Katsukawa-Schule

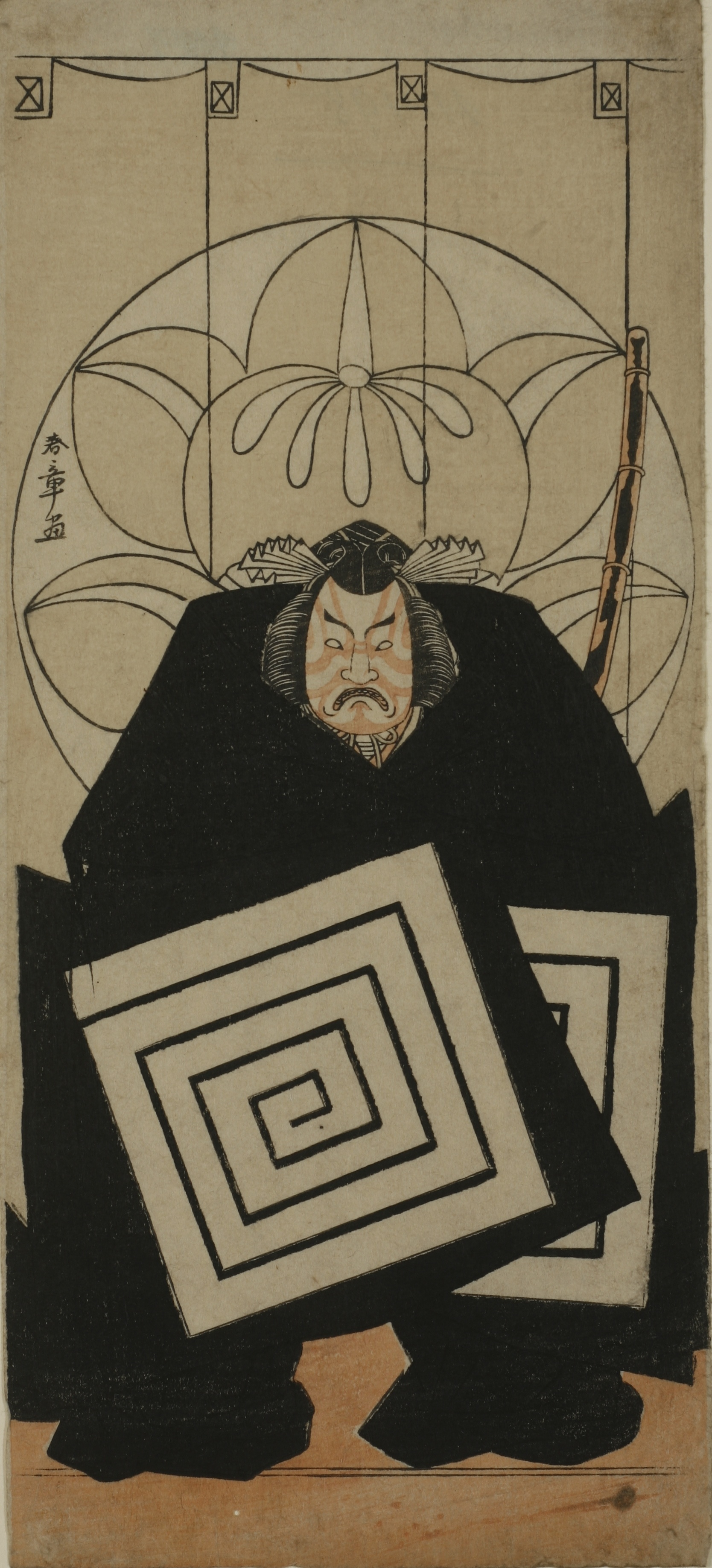
Katsukawa Shunshō, der Schauspieler Ichimura Uzaemon IX. in einer Shibaraku-Rolle, 1778

Die Katsukawa-Schule (japanisch 勝川派, Katsukawa-ha) war eine Gruppe japanischer Künstler, die als dominierende Schule während der letzten Jahrzehnte des 18. und zu Beginn des 19. Jahrhunderts Vorlagen für Holzschnitte im Stil des Ukiyo-e entwarfen und gelegentlich auch als Maler tätig waren.

## Die Schule

### Gründung
Begründet wurde die Schule durch Katsukawa Shunshō (1726–1792), der um 1765 gemeinsam mit Ippitsusai Bunchō (1755–1790) begonnen hatte, eine neue Art von Schauspielerporträts zu zeichnen. Im Unterschied zu den vorausgehenden Drucken der Angehörigen der Torii-Schule waren die Schauspieler ihrer Yakusha-e (Porträts von Schauspielern und Szenen aus dem Kabuki-Theater) an individuellen Gesichtszügen zu erkennen. Die Drucke wirkten lebendig, vor allem auch, weil es den Künstlern gelang, trotz allem Realismus auch den persönlichen Charakter des jeweiligen Schauspielers einzufangen.

### Schwerpunkte
Nachdem sich Bunchō in den 1770er-Jahren zurückgezogen hatte, war es Shunshō, der mit seinen zahlreichen Schülern auf mehreren tausend Farbholzschnitten jahrzehntelang lückenlos das Theaterleben Edos dokumentierte. Nur wenige Bijinga (Bilder schöner Frauen) sind von den Meistern der Katsugawa-Schule bekannt. Daneben lassen sich noch zahlreiche Buchillustrationen, einige Malereien und Surimono nachweisen.
Zwanzig Jahre lang dominierten die Angehörigen der Katsugawa-Schule unangefochten die Produktion von Schauspielerporträts und die Darstellung von Kabuki-Szenen in Edo. Um 1790 erwuchs ihnen auf diesem Gebiet ernsthafte Konkurrenz durch die Vertreter der Utagawa-Schule, deren Produktionen beim Publikum zunehmend Anklang fanden. Gegen Ende des ersten Jahrzehnts des 19. Jahrhunderts wurde die Katsugawa-Schule auf diesem Gebiet bereits bedeutungslos. Neben den wenigen Yakusha-e, die von ihren Angehörigen in den folgenden Jahren noch entworfen wurden, konnten sie sich dagegen auf den Gebieten der Sumō-e (Porträts von Sumō-Ringern und Darstellung bedeutender Ringkämpfe) und der Musha-e (Bilder historischer Szenen und berühmter Helden) zwei weitere Jahrzehnte gegen die Vertreter der Utagawa-Schule behaupten. Auf diesen beiden Gebieten mussten sich selbst letztere bis ca. 1830 am Stil der Katsukawa-Schule orientieren, da er bei den Käufern noch immer der beliebtere war. Nur drei Vertretern der Schule, Katsukawa Shuntei II. und III. und Shunzan II., gelang es, deren Traditionen in den verbleibenden Jahrzehnten der Edo-Zeit und während der Meiji-Zeit mit gelegentlichen Arbeiten fortzusetzen.

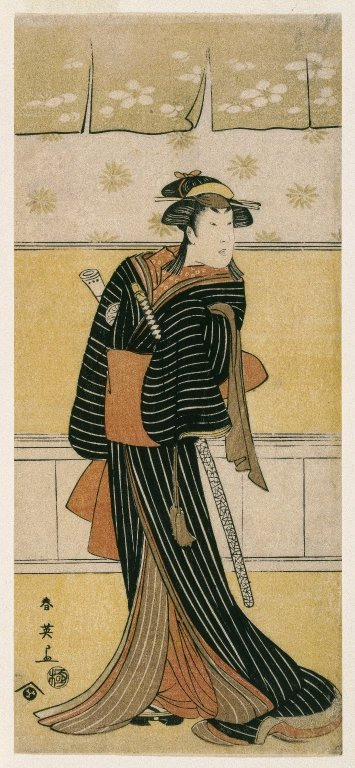
Katsukawa Shun’ei, der Schauspieler Ichikawa Monnosuke II. in der Rolle der Karigane no Ofumi, um 1790

### Angehörige
Der Schulname Katsukawa geht zurück auf Miyagawa Shinsui (宮川春水), der seinen Namen um 1752 zunächst in Katsumiyagawa (勝宮川) und dann um 1760 in Katsukawa (勝川) geändert hatte. Shinsui wird stilistisch der Miyagawa-Schule (宮川派, Miyagawa-ha) zugeordnet, war jedoch einer der Lehrer Shunshōs, der von diesem den Namen, nicht jedoch den Stil der früheren Schule übernommen hat.
Berühmtester Schüler Shunshōs war Katsushika Hokusai, der als Katsukawa Shunrō bei diesem das Handwerk des Zeichnens und Malens von Ukiyo-e-Entwürfen lernte, sich nach dessen Tod aber von der Schule lossagte und eine eigene Mal- und Zeichentradition begründete.
Die Mitglieder der Schule sind in alphabetischer Reihenfolge angegeben. Eingerückt sind jeweils die Schüler des zuvor angeführten Meisters aufgelistet.
- Katsukawa Shunshō (勝川 春章; 1726–1792)
  - Katsukawa Shunbō (勝川 春卯; tätig 1780–1800)
  - Katsukawa Shunchō (勝川 春潮, auch mit 春朝 geschrieben; tätig 1780–1795)
  - Katsukawa Shunchō (勝川 春蝶; tätig 1790–1800)
  - Katsukawa Shundō I. (勝川 春童, auch mit 春道 geschrieben; tätig 1770–1790)
  - Katsukawa Shun’ei (勝川 春英; 1762–1819)
    - Katsukawa Shundō (勝川 春洞; tätig ca. 1795–ca. 1805)
    - Katsukawa Shundō II. (勝川 春童; tätig 1805–1830)
    - Katsukawa Shun’en (勝川春艶; tätig 1787–95)
    - Katsukawa Shungyoku (勝川春玉; tätig 1800–1830)
    - Katsukawa Shunjō (勝川 春常; † 1787, tätig 1777–1785)
      - Katsukawa Shōju (勝川正壽 (??); tätig 1790–1800)

    - Katsukawa Shunkei (勝川 春景; tätig 1820–1830)
    - Katsukawa Shunkō (勝川 春幸; tätig 1805–1830)
    - Katsukawa Shunkyū (勝川 春久; tätig 1800–1830)
    - Katsukawa Shunrin (勝川 春林; tätig 1784–1800)
    - Katsukawa Shunrin (勝川 春琳; tätig 1820–1830)
    - Katsukawa Shunsai (勝川 春斎; tätig 1830–1840)
    - Katsukawa Shunsei (勝川 春青; tätig um 1810)
    - Katsukawa Shunsei (勝川 春清; tätig 1820–1830)
    - Katsukawa Shunsen (勝川 春扇; tätig um 1805–20), später Katsukawa Shunkō II. (勝川 春好)
    - Katsukawa Shunsetsu (勝川 春雪; tätig 1805–1815)
    - Katsukawa Shunshō II. (勝川 春章; tätig 1820–1830)
    - Katsukawa Shuntei I. (勝川 春亭; 1770–1820)
      - Katsukawa Shuntei II. (勝川 春亭; ?–1856)
        - Katsukawa Shuntei III. (勝川 春亭; 1837–1902)

    - Katsukawa Shuntoku (勝川 春徳; tätig um 1790–1820)
    - Katsugawa Shunyō (勝川 春陽; tätig 1820–1830)
    - Katsugawa Shunyū (勝川 春雄; tätig 1805–1830)

  - Katsugawa Shungyō (勝川 春暁; tätig 1780–1840)
  - Katsukawa Shunkaku (勝川 春鶴; tätig 1790–1800)
  - Katsukawa Shunko (勝川 春光; tätig 1770–1790)
  - Katsukawa Shunko (勝川 春紅; tätig 1790–1820)
  - Katsukawa Shunkō I. (勝川 春好, signierte auch mit Shunō 春翁; 1743–1812)
  - Katsukawa Shunkyoku (勝川 春旭; tätig 1775–1800)
  - Katsukawa Shunri (勝川　春里; tätig 1780–1800)
  - Katsukawa Shunryū (勝川　春龍; tätig 1790–1800)
  - Katsukawa Shunryū (勝川　春柳; tätig 1790–1800)
  - Katsukawa Shunrin (勝川 春林; tätig 1781–1801)
  - Katsukawa Shunrō I. (勝川 春朗; 1760–1849), später Katsushika Hokusai (葛飾 北斎)
    - Katsukawa Shunrō II. (勝川 春朗; † 1817, tätig 1785–97), später Utagawa Toyomaru (歌川 豊丸)

  - Katsukawa Shunsen (勝川 春川; tätig um 1780)
  - Katsukawa Shunsen (勝川 春泉; tätig 1780–1800)
  - Katsukawa Shunsui (勝川 春水; tätig 1770er-Jahre), später Tamagawa Shunsui (玉川 春水)
  - Katsukawa Shunwa (勝川 春和; tätig 1790–1830)
  - Katsukawa Shunzan I. (勝川 春山; tätig 1778–1800)
    - Katsukawa Shunzan II. (勝川 春山, ?–1871)

Ferner werden folgende Künstler, obwohl sie nicht den Schulnamen tragen, ebenfalls der Katsukawa-Schule zugerechnet:
- Kinshōdō Sekiga  (金長洞 石賀; tätig 1770er–1780er)
- Koikawa Harumachi I. (恋川 春町; 1744–1789)
  - Koikawa Harumachi II. (恋川 春町; tätig ca. 1800–1830), später Kitagawa Utamaro II. (喜多川 歌麿)
  - Koikawa Harumasa (恋川 春政; tätig 1800–1820), später Banki Harumasa (晩器 春政)